# Wallenpaupack Lake Estates
 (août 2025).
Wallenpaupack Lake Estates est une census-designated place située dans le comté de Wayne, dans l’État de Pennsylvanie, aux États-Unis. Lors du recensement de 2020, elle compte 1 226 habitants.